# Silver Island
Silver Island ist eine Insel im Lake Hāwea in der Region Otago auf der Südinsel von Neuseeland.

## Geographie
Silver Island befindet sich an der Ostseite des mittleren Abschnitts im Lake Hāwea, dessen einzige Insel Silver Island ist. Die Insel ragt beim höchsten Wasserstand des Stausees (348 m) mit ihrer Fläche von rund 24,5 Hektar rund 90 m aus dem See hervor. Dabei erstreckt sich die Insel über eine Länge von rund 1,16 km in Südwest-Nordost-Richtung und misst an ihrer breitesten Stelle rund 350 m in Nordwest-Südost-Richtung. Vom östlichen Ufer des Sees ist die Insel rund 420 m entfernt. Fällt der Wasserstand des Sees, erhöhen sich oben genannte Werte mit Ausnahme des Abstands zum Ufer, dessen Wert sich verringert.
Die Insel ist mit Buschwerk und vereinzelten Bäumen bewachsen.